# Remigius Hogenberg
Remigius Hogenberg (Malines, 1536 – 1574) è stato un incisore tedesco.

## Biografia
Fratello del pittore Frans Hogenberg, appartenente ad una celebre famiglia di incisori, pittori ed editori tedeschi attivi nel XVI secolo e nel XVII secolo, trasferitisi da Malines a Colonia.
Remigius lavorò quasi esclusivamente con la tecnica del bulino, e per molti anni soggiornò in Inghilterra.
Fu soprattutto un ritrattista: si ricordano, tra le sue opere, il Ritratti di Enrico IV, il Ritratto del duca di Lorena, il Ritratto dell'arcivescovo di Canterbury, che fu mecenate e protettore dell'artista, e una genealogia dei re d'Inghilterra.